# Kiliann Sildillia
Kiliann Sildillia, né le 16 mai 2002 à Montigny-lès-Metz (Moselle), est un footballeur français qui évolue au poste d'arrière droit au PSV Eindhoven.

## Biographie

### Carrière en club

#### FC Metz (2019-2020)
Né à Montigny-lès-Metz en France de parents originaires de Guadeloupe et de Madagascar, Kiliann Sildillia est formé par le FC Metz. Lors de la saison 2019-2020, il participe notamment à la montée de l'équipe réserve du FC Metz en National 2, et se rapproche du groupe professionnel en étant convoqué pour la première fois en janvier 2020, lors d'un match de coupe de France contre le FC Rouen 1899 mais le jeune défenseur ne participe finalement à aucun match de l'équipe première.

#### SC Fribourg (2020-)
Le 19 août 2020, Kiliann Sildillia rejoint l'Allemagne pour signer son premier contrat professionnel avec le SC Fribourg.
Le 16 octobre 2021, Sildillia joue son premier match en équipe première lors d'une rencontre de Bundesliga face au RB Leipzig. Il entre en jeu au poste d'arrière droit et les deux équipes se neutralisent (1-1). Son entraîneur Christian Streich se dit satisfait de sa prestation après le match, d'autant plus à un poste qui n'est pas le sien habituellement, Sildillia étant formé au poste de défenseur central.
Après avoir fait la préparation avec l'équipe première de Fribourg à l'été 2022, Sildillia entame la saison 2022-2023 comme titulaire au poste d'arrière droit, et ce malgré la présence à son poste de Jonathan Schmid, Lukas Kübler ou encore du nouvel arrivant Hugo Siquet. Il se montre notamment décisif contre le VfB Stuttgart, le 20 août lors de la troisième journée, en délivrant une passe décisive pour le but vainqueur de Vincenzo Grifo (0-1 score final),.

### Carrière internationale
Kiliann Sildillia représente l'équipe de France des moins de 17 ans, pour un total de deux matchs joués en 2019.
Sildillia ne fait qu'une apparition avec les moins de 18 ans, le 12 février 2020 contre l'Italie (victoire 2-1 de la France).
Le 3 juin 2024, Thierry Henry le sélectionne dans une pré-liste de 25 joueurs afin de disputer les Jeux olympiques 2024 à Paris avant de le convoquer dans la liste définitive des 18 joueurs le 8 juillet. Le 27 juillet, lors du deuxième match face à la Guinée il inscrit l'unique but de la rencontre.
En juin 2025, il est sélectionné pour participer à l'Euro espoirs.

## Statistiques
Le tableau ci-dessous retrace la carrière de Kiliann Sildillia depuis ses débuts :
| Saison                | Club                  | Championnat            | Championnat | Championnat | Championnat | Coupe(s) nationale(s) | Coupe(s) nationale(s) | Coupe(s) nationale(s) | Compétition(s) continentale(s) | Compétition(s) continentale(s) | Compétition(s) continentale(s) | Compétition(s) continentale(s) | Total | Total | Total |
| Saison                | Club                  | Division               | M.          | B.          | P.d.        | M.                    | B.                    | P.d.                  | Comp.                          | M.                             | B.                             | P.d.                           | M.    | B.    | P.d.  |
| 2020-2021             | SC Fribourg II        | Regionalliga Sud Ouest | 36          | 7           | 1           | -                     | -                     | -                     | -                              | -                              | -                              | -                              | 36    | 7     | 1     |
| 2021-2022             | SC Fribourg II        | 3.Liga                 | 16          | 1           | 0           | -                     | -                     | -                     | -                              | -                              | -                              | -                              | 16    | 1     | 0     |
| Sous-total            | Sous-total            | Sous-total             | 52          | 8           | 1           | -                     | -                     | -                     | -                              | 0                              | 0                              | 0                              | 52    | 8     | 1     |
| 2021-2022             | SC Fribourg           | Bundesliga             | 7           | 0           | 0           | 2                     | 0                     | 0                     | -                              | -                              | -                              | -                              | 9     | 0     | 0     |
| 2022-2023             | SC Fribourg           | Bundesliga             | 27          | 0           | 2           | 4                     | 0                     | 0                     | C3                             | 7                              | 0                              | 0                              | 38    | 0     | 2     |
| 2023-2024             | SC Fribourg           | Bundesliga             | 27          | 0           | 1           | 2                     | 0                     | 0                     | C3                             | 9                              | 1                              | 0                              | 38    | 1     | 1     |
| 2024-2025             | SC Fribourg           | Bundesliga             | 21          | 2           | 0           | 1                     | 0                     | 0                     | -                              | -                              | -                              | -                              | 22    | 2     | 0     |
| Sous-total            | Sous-total            | Sous-total             | 82          | 2           | 3           | 9                     | 0                     | 0                     | -                              | 16                             | 1                              | 0                              | 107   | 3     | 3     |
| 2025-2026             | PSV Eindhoven         | Eredivisie             | 2           | 0           | 0           | -                     | -                     | -                     | C1                             | -                              | -                              | -                              | 2     | 0     | 0     |
| Total sur la carrière | Total sur la carrière | Total sur la carrière  | 135         | 10          | 4           | 9                     | 0                     | 0                     | -                              | 16                             | 1                              | 0                              | 160   | 11    | 4     |

## Palmarès

### En club
Formé au FC Metz puis parti au SC Fribourg, il y remporte le championnat Regionalliga Sud-Ouest, quatrième division allemande en 2021 (de) avec l'équipe réserve du club avec d'être finaliste de la Coupe d'Allemagne en 2022.

### En équipe nationale
Avec l'équipe de France olympique, il est médaillé d'argent aux Jeux olympiques de Paris 2024.
| SC Fribourg (1)                                                                                         | France olympique                               |
| --- | ---------------------------------------------- |
| - Coupe d'Allemagne : - Finaliste : 2022. - Regionalliga Sud-Ouest : - Champion : 2021 (équipe réserve) | - Jeux olympiques : - Médaille d'argent : 2024 |

## Décorations
- Chevalier de l'ordre national du Mérite (décret du 23 septembre 2024)[15]